# W rękach wroga
W rękach wroga (tytuł oryg. In Enemy Hands) – amerykański film fabularny z 2004 roku.

## Obsada
- William H. Macy jako Nathan Travers
- Til Schweiger jako kapitan Jonas Herdt
- Scott Caan jako komandor podporucznik Randall Sullivan
- Thomas Kretschmann jako pierwszy oficer Ludwig Cremer
- Lauren Holly jako Rachel Travers
- Jeremy Sisto jako Jason Abers
- Ian Somerhalder jako Danny Miller
- Clark Gregg jako Goodman
- Xander Berkeley jako admirał Kentz
- Carmine Giovinazzo jako Cooper
- Sven-Ole Thorsen jako Hanz
- David Moretti jako niemiecki żołnierz
- Gavin Hood jako kapitan Achilles